# Kosakowo (Kętrzyn)
Kosakowo (deutsch Marienthal) ist ein Dorf in Polen in der Woiwodschaft Ermland-Masuren, das zur Gemeinde Srokowo (Drengfurth) im Powiat Kętrzyński (Kreis Rastenburg) gehört.

## Geographische Lage
Das Dorf liegt etwa zehn Kilometer südlich der polnischen Staatsgrenze zur russischen Oblast Kaliningrad, 18 Kilometer nordöstlich der Kreisstadt Kętrzyn (deutsch Rastenburg).

## Geschichte

### Ortsgeschichte
Marienthal wurde 1387 nach Kulmer Recht mit einer Fläche von 50 Włóka angelegt. Das Dorf wurde für zwölf Jahre von den Lasten freigestellt und besaß ein Wirtshaus. 
1657 wurde Marienthal von den Tataren überfallen und mitsamt der hölzernen Kirche niedergebrannt. 1710 brach in der Gegend die Pest aus, die in Marienthal 13 Menschenleben forderte.
Als 1874 der Amtsbezirk Fürstenau (polnisch Leśniewo) errichtet wurde, wurde Marienthal eingegliedert. Bis 1945 gehörte er – 1934 allerdings in „Amtsbezirk Drengfurth“ umbenannt – zum Kreis Rastenburg im Regierungsbezirk Königsberg in der preußischen Provinz Ostpreußen.
Als Folge des Zweiten Weltkrieges kam Marienthal zu Polen und erhielt die polnische Namensform „Kosakowo“. In die Schule des Dorfes gingen im Schuljahr 1949/50 56 Schüler. 1954 wurde Kosakowo Sitz einer Gromada, bis diese 1957 aufgelöst wurde. 1973 wurde Kosakowo Teil der Gemeinde Srokowo (Drengfurth) und zugleich Sitz eines Schulzenamtes (polnisch Sołectwo), dem die Ortschaften Łęsk (Lenzkeim), Lipowo, Wikrowo (Wickerau) sowie Wólka Jankowska (Marienwalde) angehörten. Mit der Auflösung der Woiwodschaft Olsztyn wurde Kosakowo 1999 Teil der neugebildeten Woiwodschaft Ermland-Masuren.

### Einwohnerzahlen
Kosakowo verfügte 1785 über 35 Wohngebäude, 1817 über 43, in welchen 223 Menschen lebten. Im Mai 1939 wurden 429 Einwohner gezählt. Die Einwohnerzahl war 1970 auf 170 gesunken. Im Jahre 2011 betrug sie 227.

## Kirche

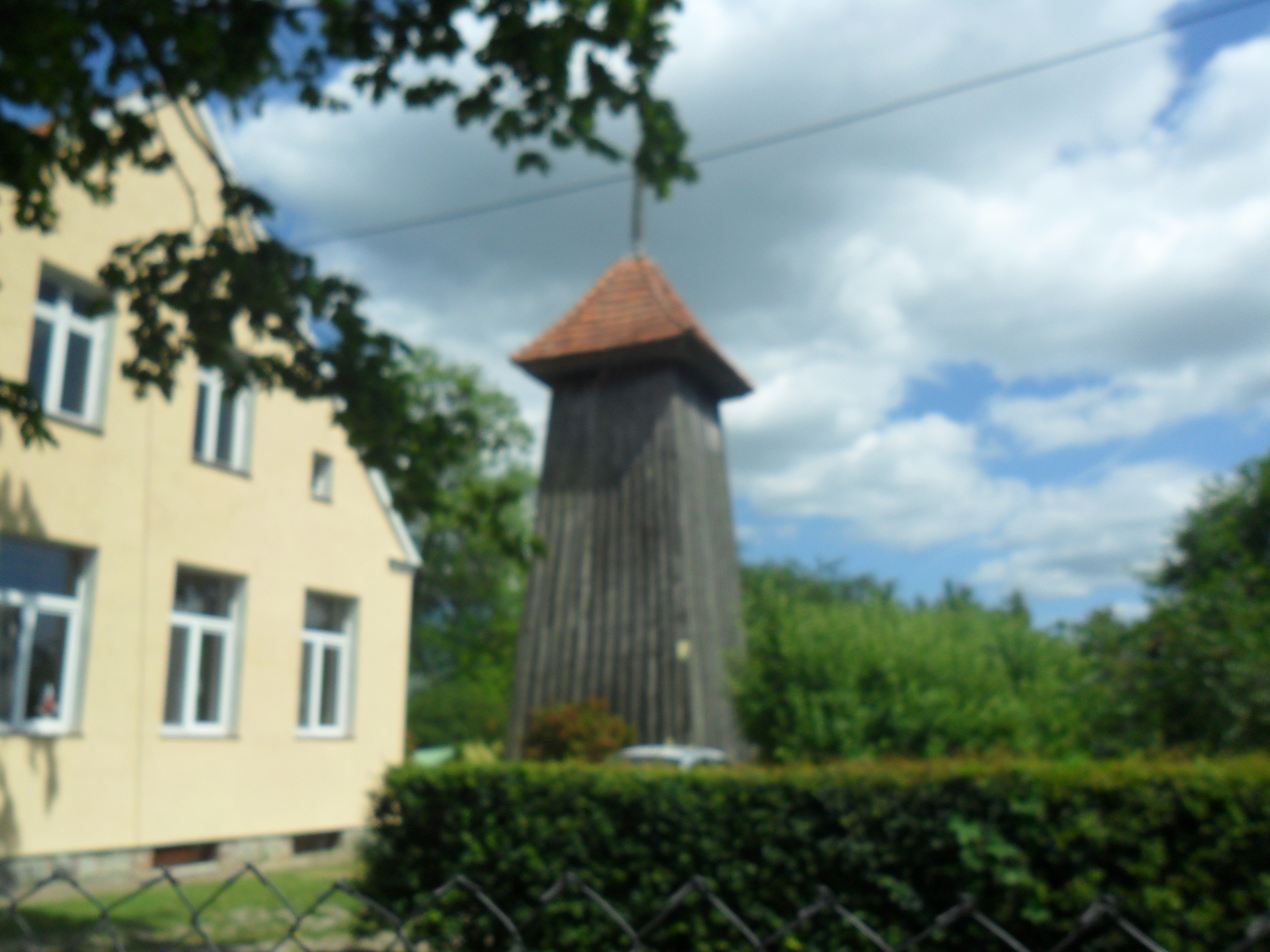
Alter Glockenturm in Kosakowo

Bereits in vorreformatorischer Zeit gab es in Marienthal eine Kirche. Sie war dem Archidiakonat Schippenbeil (polnisch Sępopol) unterstellt. Mit der Reformation wurde die Gemeinde lutherisch.

### Evangelisch
Die Kirchengemeinde Marienthal war eigenständig und der Inspektion Rastenburg zugeordnet. Beim Tatareneinfall wurde das Kirchengebäude verwüstet und niedergebrannt und nicht wieder aufgebaut. Ein Granit-Taufbecken und eine Kirchenglocke aus dem 16. Jahrhundert zeugen heute noch von jener Zeit. Die Glocke aus der zweiten Hälfte des 17. Jahrhunderts hängt in einem hölzernen Glockenstuhl. Die Kirchengemeinde Marienthal wurde aufgegeben und der Ort bis 1945 in das Kirchspiel der Pfarrkirche Drengfurth (polnisch Srokowo) einbezogen.
Kosakowo gehört heute zur evangelischen Kirche Sokrowo, einer Filialkirche der Johanneskirche Kęrtzyn in der Diözese Masuren der Evangelisch-Augsburgischen Kirche in Polen.

### Katholisch
Bis 1945 war Marienthal in die katholische Pfarrei Rastenburg im damaligen Bistum Ermland eingegliedert. Heute gehört Kosakowo zur Pfarrei Srokowo im jetzigen Erzbistum Ermland.

## Verkehr
Das Dorf Kosakowo liegt an einer Hauptstraße die von Barciany (Barten) nach Srokowo (Drengfurth) führt und die beiden Woiwodschaftsstraßen 591 (einstige deutsche Reichsstraße 141) und 650 miteinander verbindet. Zwei Nebenstraßen von den Nachbarorten Wilczyny (Wolfshagen) und Wólka Jankowska (Marienwalde) enden in Kosakowo.
Eine Anbindung an den Bahnverkehr besteht nicht. Bis 1945 war Drengfurth die nächste Bahnstation und lag an der nicht reaktivierten Bahnstrecke Rastenburg–Drengfurth der Rastenburger Kleinbahnen.
Der nächste internationale Flughafen ist der Flughafen Kaliningrad, welcher sich etwa 90 Kilometer nordwestlich auf russischem Hoheitsgebiet befindet. Der nächste internationale Flughafen auf polnischem Staatsgebiet ist der etwa 195 Kilometer westlich gelegene Lech-Wałęsa-Flughafen Danzig.

## Verweise